# Лобанов, Алексей Викторович
Алексе́й Ви́кторович Лобанов (род. 14 января 1977, Кизел, СССР) — российский профессиональный баскетболист и тренер, игравший на позиции атакующего защитника. Главный тренер баскетбольного клуба «Темп-СУМЗ».

## Игровая карьера
С 12 лет занимался лыжными гонками. В 14 лет стал заниматься баскетболом. Первый тренер — Путин Владимир Иванович. Переехав в Нижний Тагил, стал выступать за баскетбольный клуб «Старый Соболь». Провёл в команде восемь лет, шесть из них был капитаном.
С 2001 по 2004 годы выступал за екатеринбургский «ЕврАз», с которым вышел в Суперлигу А.
С 2004 по 2005 год провёл в казанском УНИКСе, завоевав серебряные медали чемпионата России 2003/2004 и золото лиги ФИБА-Европа.
В 2005 году получил приглашение в студенческую сборную России, в составе которой занял 4 место на летней Универсиаде в Турции.

## Карьера тренера
В 2010 году Лобанов был приглашён президентом БК «КАМиТ-Университет» Николаем Ивановичем Горшковым на должность главного тренера команды, проработав в команде до 2013 года.
В сезоне 2013/2014 возглавлял тобольский «Нефтехимик», став победителем Высшей лиги.
В июле 2014 года был приглашён в качестве помощника главного тренера в «Нижний Новгород», который проводил дебютный сезон в Евролиге.
В августе 2016 года стал главным тренером «Иркута». Под руководством Лобанова иркутский клуб стал финалистом Суперлиги-1 дивизион 2016/2017.
По окончании сезона 2016/2017 приглашён в «Открытый лагерь РФБ».
В мае 2017 года Лобанов возглавил «Темп-СУМЗ-УГМК». В сезоне 2017/2018 ревдинский клуб стал бронзовым призёром Суперлиги-1.
В мае 2018 года Лобанов продлил контракт с «Темп-СУМЗ-УГМК». По итогам 2018/2019 «Темп-СУМЗ-УГМК» вновь стал бронзовым призёром Суперлиги-1.

## Достижения
В качестве игрока 
- Чемпион лиги ФИБА-Европа: 2003/2004
- Серебряный призёр чемпионата России: 2003/2004

 В качестве тренера 
- Чемпион Суперлиги: 2024/2025
- Серебряный призёр Суперлиги: 2016/2017
- Бронзовый призёр Суперлиги (4): 2017/2018, 2018/2019, 2020/2021, 2023/2024
- Чемпион Высшей лиги: 2013/2014
- Обладатель Кубка России: 2020/2021
- Серебряный призёр Кубка России: 2019/2020